# Luciano Mora-Osejo
Luciano Mora-Osejo (Túquerres, 1928-Bogotá, 14 de octubre de 2016) fue un matemático y filósofo colombiano. Investigador en ciencias humanas, matemáticas aplicadas, demografía, física teórica, epistemología, producción agrícola. Fue uno de los primeros alumnos del matemático y físico italiano Carlo Federici Casa.

## Trayectoria
Nació en Túrquerres. Estudió matemáticas en Universidad Nacional de Colombia en 1953, inició su carrera docente en 1954 en la Universidad Nacional de Bogotá.[cita requerida] Entre 1957 y 1961 completó sus estudios en Alemania, en la Universidad de Mainz y en la Universidad de Münster. Obtuvo una cátedra en las universidades de Tunja, Pasto, Popayán, Ibagué y Manizales. En 1960 fue nombrado maestro del Departamento de Matemáticas y Física del Instituto de Tecnología Agropecuaria de Nariño. En 1962 asumió como decano de la Facultad de Ciencias de la Educación del Instituto.[cita requerida]

### Distinciones honoríficas
- 1970: Fundó el Centro Boltzmann y el Centro Interdisciplinario.[cita requerida]
- Fundó la Facultad de Matemáticas de la Universidad Marta-Abreu de Las Villas en Cuba.[cita requerida]